# Alcis andaraba
Alcis andaraba är en fjärilsart som beskrevs av Eugen Wehrli 1938. Alcis andaraba ingår i släktet Alcis och familjen mätare. Inga underarter finns listade i Catalogue of Life.